# 전주원 (미스코리아)
전주원(1989년 ~ )은 2010년 미스코리아 서울 진(眞)이다. 2013년 12월부터 MBN 기상 캐스터로 활동중이다.